# Raión de Novoaidar
Raión de Novoaidar (en ucraniano: Новоайдарський район) es un antiguo raión o distrito de Ucrania en el óblast de Lugansk. La capital fue la ciudad de Novoaidar.
Comprende una superficie de 1536 km².

## Demografía
Según estimación 2010 contaba con una población total de 27 352 habitantes.

## Otros datos
El código KOATUU es 4423100000. El código postal 93500 y el prefijo telefónico +380 6445.